# Fred Mandel
Fred Mandel kanadai multiinstrumentalista zenész, aki több könnyűzenei együttessel dolgozott együtt. Játszott többek között billentyűs hangszereken és gitáron is.

## Pályafutása
A Queen együttessel legelőször 1982-es Hot Space turnén dolgozott együtt, később közreműködött Brian May Star Fleet Project című szólólemezén, majd játszott Freddie Mercury 1985-ös Mr. Bad Guy című albumán. Társszerzője volt Mercury All God’s People című dalának mely végül a Made in Heaven albumra került.
Ezen felül közreműködött Alice Cooper, Elton John, és a Supertramp felvételein. A Pink Floyd The Wall albumának több dalában ő játszott orgonán.